# Unterleiterbach-kastély
Az Unterleiterbach-kastély egy markáns épület Zapfendorfban (Oberfranken, Németország).
A kastélyt Susanne Elisabeth (Brockdorff grófnője) építtette 1737-től 1739-ig hozományként a leányának. Justus Heinrich Dientzenhofer bambergi építőmester tervezte a rokokó stílusú homokkő épületet. 1956. óta a kastély magántulajdon. 1976-ban régiségkereskedést alakítottak ki az épületben. Szállodarészlege is van.  

## Fordítás
- Ez a szócikk részben vagy egészben  a   Schloss Unterleiterbach című német Wikipédia-szócikk fordításán alapul.  Az eredeti cikk szerkesztőit annak laptörténete sorolja fel. Ez a jelzés csupán a megfogalmazás eredetét és a szerzői jogokat jelzi, nem szolgál a cikkben szereplő információk forrásmegjelöléseként.